# بیمه رازی
بیمه رازی یکی از شرکت‌های بیمه خصوصی در ایران است. این شرکت در تاریخ ۱۰ فروردین ماه، سال۱۳۸۲ فعالیت خود را شروع کرد. شرکت بیمه رازی در تاریخ ۲۸ اردیبهشت ماه، سال۱۳۸۲ عضو شرکت‌های بیمه در ایران شد.

## تاریخچه
شرکت بیمهٔ رازی در اردیبهشت سال ۱۳۸۲ بعنوان اولین شرکت خصوصی بیمه ایرانی بعد از انقلاب اسلامی با سرمایهٔ اولیه ۱۴۰ میلیارد ریال تأسیس شد. سرمایهٔ این شرکت در سال ۱۴۰۰ با افزایش ۷۰۰ درصدی به حدود ۲۰ هزار میلیارد رسید. با این افزایش سرمایه، شرکت بیمهٔ رازی در میان ۵ شرکت اول صنعت بیمهٔ ایران بر اساس میزان سرمایه قرار گرفت. این شرکت در حال حاضر با نماد «ورازی» در بورس اوراق بهادار تهران معامله می‌شود.